# Ткачёв, Иван Леонтьевич
Иван Леонтьевич Ткачёв (22 июня 1920, Лиозненский район — 6 июня 1985, Кемерово) — советский военнослужащий, участник Великой Отечественной войны, полный кавалер ордена Славы, старшина стрелковой роты 1179-го стрелкового полка 347-й стрелковой дивизии старший сержант — на момент представления к награждению орденом Славы 1-й степени.

## Биография
Родился 22 июня 1920 года в деревне Лымзино Лиозненского района Витебской области Белоруссии. Жил в Новосибирской области, затем в Казахстане. Окончил три курса железнодорожного техникума в городе Петропавловске.
В 1939 году был призван в Красную Армию Петропавловским горвоенкоматом. Участник Великой Отечественной войны с июля 1941 года. Участвовал в обороне Севастополя, был эвакуирован на Большую землю. Прошёл подготовку десантника и был сброшен на парашюте над горной местностью Крыма для связи с партизанами. Почти два года был разведчиком в партизанском отряде Сорокина, действовавшем в Крымских горах.
После освобождения Крымского полуострова вновь в строевых частях. Воевал в составе 347-й стрелковой дивизии, участвовал в освобождении Прибалтики.
31 июля 1944 года в бою за город Елгава старший сержант Ткачёв лично истребил свыше 10 противников, подавил 2 огневые точки. 1 августа в числе первых преодолел реку Лиелупе и во время разведки боем сразил 5 вражеских пехотинцев.
Приказом от 7 августа 1944 года старший сержант Ткачёв Иван Леонтьевич награждён орденом Славы 3-й степени.
28 августа 1944 года в районе хутора Мисловас старший сержант Ткачёв во время контрнаступления противника скрытно проник в его расположение, уничтожил расчет огневой точки и из захваченного пулемета прицельным огнём поразил свыше 10 солдат и одного офицера.
Приказом от 21 сентября 1944 года старший сержант Ткачёв Иван Леонтьевич награждён орденом Славы 2-й степени.
16 октября 1944 года в районе хутора Мулли старший сержант Ткачёв в критический момент боя возглавил контратаку бойцов роты, преследуя отступающего неприятеля, поразил свыше 10 противников.
Указом Президиума Верховного Совета СССР от 24 марта 1945 года за образцовое выполнение заданий командования в боях с немецко-вражескими захватчиками старший сержант Ткачёв Иван Леонтьевич награждён орденом Славы 1-й степени. Стал полным кавалером ордена Славы.
После Победы остался в армии, стал офицером. Член ВКП(б)/КПСС с 1945 года. В 1946 году в звании лейтенанта уволен в запас.
Приехал в Кузбасс. В 1956—1957 годах работал директором Строительной школы № 6 в городе Топки Кемеровской области.
Позднее жил в городе Кемерово. Работал преподавателем технического училища № 3, затем в строительном управлении, в горплодовощеторге. Скончался 6 июня 1985 года.

## Награды
- Орден Красной Звезды
- Орден Отечественной войны I степени (3.03.1985)[2]

- Полный кавалер ордена Славы:
  - орден Славы I степени[3] (24.3.1945);
  - орден Славы II степени (21.09.1944)[4];
  - орден Славы III степени (07.08.1944)[4];
- медали, в том числе:
  - За оборону Севастополя

- - «В ознаменование 100-летия со дня рождения Владимира Ильича Ленина» (6 апреля 1970)
  - «За победу над Германией» (9 мая 1945[5])[6]

- - «20 лет Победы в Великой Отечественной войне 1941—1945 гг.» (7 мая 1965[7])
  - «30 лет Победы в Великой Отечественной войне 1941—1945 гг.»[8]
  - 40 лет Победы в Великой Отечественной войне 1941—1945 гг.[9]
  - «30 лет Советской Армии и Флота»[10]
  - «40 лет Вооружённых Сил СССР»[11]
  - «50 лет Вооружённых Сил СССР» (26 декабря 1967[12])
- Знак «25 лет победы в Великой Отечественной войне» (1970)[источник не указан 1265 дней].

## Память
- В городе Лиозно на аллее Славы установлена стела в честь И. Л. Ткачёва.
- На могиле установлен надгробный памятник
- Его имя увековечено в Главном Храме Вооружённых сил России, и навсегда запечатлено на мемориале «Дорога памяти»